# Melissodes coreopsis
Melissodes coreopsis är en biart som beskrevs av Robertson 1905. Melissodes coreopsis ingår i släktet Melissodes och familjen långtungebin. Inga underarter finns listade i Catalogue of Life.